# Audra McDonald
Audra Ann McDonald (Berlín Occidental, Alemanya Occidental, 3 de juliol de 1970) és una actriu i cantant estatunidenca. Ha aparegut en musicals i obres de teatre, com Ragtime, A Raisin in the Sun i Porgy and Bess Manté una activa carrera de concerts i enregistraments, actuant cicles de cançó i òperes així com actuant en concert per tot els EUA. Ha guanyat sis Premis Tony, més que qualsevol altre actor, i és l'única persona que ha guanyat les quatre categories d'actor. Ella també ha protagonitzat a la televisió ABC el drama Private Practice com a Dra.  Naomi Bennett.

## Pel·lícules
| Any  | Pel·lícula                  | Paper                            |
| ---- | --------------------------- | -------------------------------- |
| 1996 | Seven Servants              |                                  |
| 1998 | The Object of My Affection  | Wedding Singer                   |
| 1999 | Cradle Will Rock            | Blitzstein – 'Joe Worker' Singer |
| 2003 | Coses de família            | Sarah Langley                    |
| 2004 | The Best Thief in the World | Ruth                             |
| 2011 | Rampart                     | Sarah                            |
| 2015 | Ricki and the Flash         | Maureen                          |
| 2017 | Beauty and the Beast        | Garderobe                        |

## Televisió
| Any       | Títol                                               | Paper                      | Notes |
| --------- | --------------------------------------------------- | -------------------------- | --- |
| 1999      | Annie                                               | Miss Grace Farrell         | Telefilm |
| 1999      | Homicide: Life on the Street                        | Teresa Giardello           | Episodi: "Forgive Us Our Trespasses" |
| 1999      | Having Our Say: The Delany Sisters' First 100 Years | Bessie in her 20s          | Telefilm |
| 2000      | Law & Order: Special Victims Unit                   | Audrey Jackson             | 2 episodis |
| 2000      | The Last Debate                                     | Barbara Manning            | Telefilm |
| 2001      | Wit                                                 | Susie Monahan              | Nominada − Primetime Emmy a la millor actriu secundària en minisèrie o telefilm |
| 2003      | Mister Sterling                                     | Jackie Brock               | 9 episodis |
| 2003      | Partners and Crime                                  |                            | Telefilm |
| 2003      | Tea Time with Roy & Sylvia                          | Sylvia                     | Curtmetratge |
| 2005      | Live from Lincoln Center                            | Clara                      | Episodi: "Passion" |
| 2006      | The Bedford Diaries                                 | Professora Carla Bonatelle | 8 episodis |
| 2006–2007 | Kidnapped                                           | Jackie Hayes               | 3 episodis |
| 2007–2013 | Private Practice                                    | Dr. Naomi Bennett          | 77 episodis Nominada − NAACP Image Award for Outstanding Supporting Actress in a Drama Series (2008–2010)                                                                          |
| 2009      | Grey's Anatomy                                      | Dr. Naomi Bennett          | Episodi: "Before and After" |
| 2007      | Great Performances                                  | Jenny Smith                | Episodi: "Rise and Fall of the City of Mahagonny" |
| 2008      | A Raisin in the Sun                                 | Ruth Younger               | Telefilm Nominada − NAACP Image Award for Outstanding Actress in a Television Movie or Mini-Series Nominada − Primetime Emmy a la millor actriu secundària en minisèrie o telefilm |
| 2009      | She Got Problems                                    | Ella mateixa               | Curtmetratge |
| 2013      | The Good Wife                                       | Liz Lawrence               | Episodi: "Runnin' with the Devil" |
| 2013      | The Sound of Music Live!                            | Mare Abbess                | Live telecast |

## Teatre
| Any  | Espectacle                          | Paper                    | Notes                                         |
| ---- | ----------------------------------- | ------------------------ | --------------------------------------------- |
| 1992 | The Secret Garden                   | Ayah (suplent)           | St. James Theatre 1992–1993                   |
| 1994 | Carousel                            | Carrie Pipperidge        | Vivian Beaumont Theater 1994–1995             |
| 1995 | Something Wonderful                 | Artista                  | Gershwin Theatre 1995                         |
| 1995 | Master Class                        | Sharon Graham            | John Golden Theatre 1995–1997                 |
| 1998 | Ragtime                             | Sarah                    | Ford Center for the Performing Arts 1998–2000 |
| 1999 | Marie Christine                     | Marie Christine L'Adrese | Vivian Beaumont Theater 1999–2000             |
| 2003 | Henry IV                            | Lady Percy               | Vivian Beaumont Theater 2003–2004             |
| 2004 | A Raisin in the Sun                 | Ruth Younger             | Royale Theatre 2004                           |
| 2007 | 110 in the Shade                    | Lizzie Curry             | Studio 54 2007                                |
| 2009 | La nit de reis                      | Olivia                   | Delacorte Theater 2009                        |
| 2012 | Porgy and Bess                      | Bess                     | Richard Rodgers Theatre 2012                  |
| 2014 | Lady Day at Emerson's Bar and Grill | Billie Holiday           | Circle in the Square Theatre 2014             |

## Premis i nominacions

### Teatre
| Any  | Premi                                                        | Categoria                                 | Treball nominat                        | Resultat   |
| ---- | ------------------------------------------------------------ | ----------------------------------------- | -------------------------------------- | ---------- |
| 1994 | Premi Tony                                                   | Millor actriu de repartiment de musical   | Carousel                               | Guanyadora |
| 1994 | Drama Desk Award                                             | Outstanding Featured Actress in a Musical | Carousel                               | Guanyadora |
| 1994 | Theatre World Award                                          | Theatre World Award                       | Carousel                               | Guanyadora |
| 1994 | Outer Critics Circle Award                                   | Outstanding Featured Actress in a Musical | Carousel                               | Guanyadora |
| 1996 | Premi Tony                                                   | Millor actriu                             | Master Class                           | Guanyadora |
| 1996 | Ovation Award                                                | Best Featured Actress in a Play           | Master Class                           | Guanyadora |
| 1998 | Premi Tony                                                   | Millor actriu de repartiment de musical   | Ragtime                                | Guanyadora |
| 1998 | Drama League Award                                           | Distinguished Performance                 | Ragtime                                | Nominada   |
| 1998 | Outer Critics Circle Award                                   | Outstanding Featured Actress in a Musical | Ragtime                                | Nominada   |
| 2000 | Premi Tony                                                   | Millor actriu de protagonista de musical  | Marie Christine                        | Nominada   |
| 2000 | Drama Desk Award                                             | Outstanding Actress in a Musical          | Marie Christine                        | Nominada   |
| 2001 | NAACP Image Award                                            | Outstanding Variety – Series or Special   | Audra McDonald in Concert              | Nominada   |
| 2004 | Premi Tony                                                   | Millor actriu                             | A Raisin in the Sun                    | Guanyadora |
| 2004 | Drama Desk Award                                             | Outstanding Featured Actress in a Play    | A Raisin in the Sun                    | Guanyadora |
| 2004 | Drama League Award                                           | Distinguished Performance                 | A Raisin in the Sun                    | Nominada   |
| 2004 | Outer Critics Circle Award                                   | Outstanding Featured Actress in a Play    | A Raisin in the Sun                    | Guanyadora |
| 2005 | Emmis Communications/Hot-97 "KISS-FM" Phenomenal Woman Award | Phenomenal Woman                          |                                        | Guanyadora |
| 2007 | Premi Tony                                                   | Millor actriu protagonista de musical     | 110 in the Shade                       | Nominada   |
| 2007 | Drama Desk Award                                             | Outstanding Actress in a Musical          | 110 in the Shade                       | Guanyadora |
| 2007 | Drama League Award                                           | Distinguished Performance                 | 110 in the Shade                       | Nominada   |
| 2007 | Outer Critics Circle Award                                   | Outstanding Actress in a Musical          | 110 in the Shade                       | Guanyadora |
| 2008 | Premi Grammy                                                 | Best Classical Album                      | Rise and Fall of the City of Mahagonny | Guanyadora |
| 2008 | Premi Grammy                                                 | Best Opera Recording                      | Rise and Fall of the City of Mahagonny | Guanyadora |
| 2012 | Premi Tony                                                   | Millor actriu protagonista de musical     | Porgy and Bess                         | Guanyadora |
| 2012 | Drama Desk Award                                             | Outstanding Actress in a Musical          | Porgy and Bess                         | Guanyadora |
| 2012 | Drama League Award                                           | Distinguished Performance                 | Porgy and Bess                         | Guanyadora |
| 2012 | Outer Critics Circle Award                                   | Outstanding Actress in a Musical          | Porgy and Bess                         | Guanyadora |
| 2013 | Sarah Siddons Society Award                                  | Distinguished Achievement in the Theatre  |                                        | Guanyadora |
| 2014 | Premi Tony                                                   | Millor actriu protagonista                | Lady Day at Emerson's Bar and Grill    | Guanyadora |
| 2014 | Drama Desk Award                                             | Outstanding Actress in a Play             | Lady Day at Emerson's Bar and Grill    | Guanyadora |
| 2014 | Outer Critics Circle Award                                   | Outstanding Actress in a Musical          | Lady Day at Emerson's Bar and Grill    | Guanyadora |

### Televisió
| Any  | Premi             | Categoria                                                         | Treball             | Resultat |
| ---- | ----------------- | ----------------------------------------------------------------- | ------------------- | -------- |
| 2001 | Emmy Award        | Outstanding Supporting Actress in a Movie                         | Wit                 | Nominada |
| 2008 | NAACP Image Award | Outstanding Actress in a Television Movie or Miniseries           | A Raisin in the Sun | Nominada |
| 2008 | Emmy Award        | Outstanding Actress in a Television Movie or Miniseries           | A Raisin in the Sun | Nominada |
| 2008 | NAACP Image Award | Outstanding Performance by a Supporting Actress in a Drama Series | Private Practice    | Nominada |
| 2009 | NAACP Image Award | Outstanding Performance by a Supporting Actress in a Drama Series | Private Practice    | Nominada |
| 2010 | NAACP Image Award | Outstanding Performance by a Supporting Actress in a Drama Series | Private Practice    | Nominada |